# Club (librairie-papeterie)
Club est une chaîne de libraires-papeteries belge.
La société est une ancienne filiale du Groupe GIB et, début 2017, compte 43 magasins en Belgique francophone et au Luxembourg. En 2014, la chaîne est rachetée par Standaard Boekhandel et, en 2016, aborde son expansion numérique avec le lancement de son e-shop et son offre de lecture numérique.

## Secteur d'activité
L'objectif de Club depuis plus de 40 ans est de rendre le monde des loisirs culturels accessibles à tous et d'être le partenaire culture de toute la famille. Son offre s'articule autour de plusieurs univers: la librairie, la papeterie, la presse, les loisirs créatifs et éducatifs, mais on trouve également en magasin un large choix de coffrets cadeaux, un espace carterie, une sélection CD et DVD et les liseuses numériques Vivlio.

### Librairie
L'offre est segmentée pour une meilleure appréhension et une expérience client plus agréable : littérature, romance, thrillers, vie pratique, jeunesse, tourisme, BD & Mangas. Les parutions et les collections des plus grandes maisons d'éditions francophones y sont présentes: Flammarion, Gallimard, Albin Michel, Actes Sud, JC Lattès, Le Livre de Poche, Sonatine, Grasset, Hachette, Marabout, Dupuis, Glénat etc. 
Les libraires Club sont formés pour pouvoir conseiller au mieux les clients dans leurs envies littéraires.

### Papeterie
Plusieurs générations d'écoliers belges sont venus préparer leur rentrée des classes chez Club! On y trouve en effet une offre très large en écriture, classement, cahiers et blocs, coloriage, peinture, notebooks etc. mais aussi toutes les fournitures qu'il faut pour le bureau: calculatrices, correspondances etc.

## Histoire
- 1975 : Ouverture du premier magasin Club à Mons dans le centre-ville.
- 2006 : Club rejoint le groupe Distripar
- 2014 : Club est racheté par Standaard Boekhandel
- 2015 : L'enseigne fête ses 40 ans et ouvre un premier magasin "High Traffic" (deux en fait, un Landside, l'autre Airside) à Charleroi Airport
- 2016 : Mise en ligne de l'eshop et lancement de l'offre numérique de Club : Tolino

### Prix des lecteurs Club
En 2016, Club lance la première édition du prix des lecteurs Club. Ce prix vise à récompenser et mettre en lumière de jeunes auteurs belges. C'est un jury amateur de 20 clients tirés au sort qui choisit parmi une sélection de 6 romans le gagnant de l'année. Celui-ci reçoit une dotation de 3 000 € et son œuvre bénéficie d'une mise en avant spéciale dans tous les magasins. Le prix lui est remis lors du cocktail d'inauguration de la Foire du Livre à Bruxelles. 
Lauréat 2016 : Alia Cardyn avec "Une vie à t'attendre" - Editions Charleston
Lauréat 2017 : Christiana Moreau http://www.christianamoreau.be/ avec "La sonate oubliée" - Editions Préludes https://preludes-editions.com/
Lauréat 2018 : Odile d'Outremont avec "Les déraisons" - Editions 10/18
Lauréat 2019 : Sylvestre Sbille avec "J'écris ton nom" - Edition Belfons
Lauréat 2020 : Véronique Gallo avec "Pour quand tu seras grande" - Edition Héloïse D'ormesson
Lauréat 2021 : Giuseppe Santoliquido avec "L'été sans retour" - Edition Gallimard
Lauréat 2022 :
- Littérature: Dominique Van Cotthem avec "Adèle" - Edition Genèse

- Thriller: Clarence Pitz avec "Meurs, mon ange" - Edition Phénix Noir

Lauréat 2023 :
- Littérature: Lize Spit avec "Je ne suis pas là" - Edition Acte Sud
- Thriller: Salvatore Mini avec "Désobéisance" - Edition M+